# 国分町通

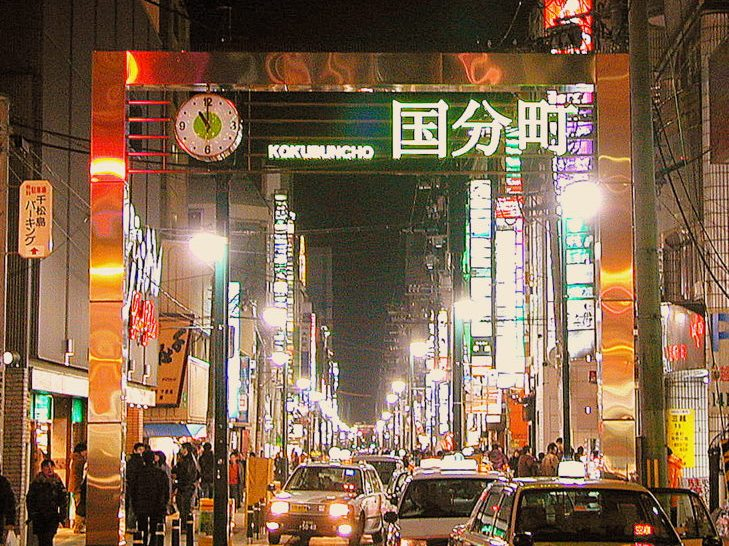
国分町通の歓楽街 （2009年12月30日、定禅寺通との交差点から南方向を撮影）

国分町通（こくぶんちょうどおり）は、宮城県仙台市青葉区において南北に通じる約1.5キロメートルの市道国分町通線の愛称である。北端は北四番丁通りで、南端は柳町通である。仙台市の愛称命名道路のうちの1つで、公募により1982年（昭和57年）に命名された。旧奥州街道の一部に当たる。

## 概要
現在の国分町通沿いの街の機能は、旧町の区分よりも交差する大通りによって分けられる街区毎に異なっている。旧町名の「二日町」は北四番丁から表小路までであるが、その南側の大通りである定禅寺通までのブロックが一体的に二日町だと認識する市民も多く、下町の雰囲気を見せながらも、宮城県庁・仙台市役所と隣接するため、行政サービス関連業種（公共事業や行政のアウトソーシングに関連した企業）が立地している。定禅寺通から広瀬通までは、歓楽街としての「国分町」となっている（→国分町）。広瀬通より南はオフィス街・金融街としての「国分町」となっており、沿道の日本銀行仙台支店を中心に五橋通辺りまでビル街が続く。芭蕉の辻から南町通までは、仙台市電の芭蕉の辻線が走っていたため、国分町通の中で最も道幅が広い。
なお、仙台城下の奥州街道本筋は上記の町以外にも南北に続いていた。通町の北側に続く道は青葉神社門前から東に折れ、堤町（北仙台地区）を経て北上した（参照）。南町より南側は、城下町らしく折れ曲がりながら南東に進み、柳町・北目町・上染師町・田町・荒町・南鍛冶町・穀町・南材木町・河原町を経て、仙台城下の入口を示す丁切根（ちょうぎんね）という木戸に至る。丁切根の木戸は夜間に閉じて外部からの侵入を防ぐとともに、仙台城下の内外を分けていた。丁切根からは広瀬川を永町橋（ながまちばし。現在は広瀬橋が架かる）で渡り、長町宿（現在の長町）へと繋がる。

## 範囲
現在は、直交する北四番丁（国道48号）を境に南北で道路愛称名が異なり、北側の通町および北鍛冶町が「青葉神社通」、北四番丁より南側の二日町・国分町・南町が「国分町通」と呼ばれている。
仙台城の城下町は、奥州街道（南北軸）と大町（東西軸）が交差する芭蕉の辻を中心としており、奥州街道の南北直線道路区間の旧町名は複数あり、北から列記すると、
- 通町：市道堤町青葉町線[5]（青葉神社門前）～北七番丁
- 北鍛冶町：北七番丁～北四番丁（国道48号）
- 二日町：北四番丁～表小路
- 国分町：表小路～大町（芭蕉の辻）
- 南町[6]：大町（芭蕉の辻）～柳町[3]（東北大学金属材料研究所前）

と分かれていた。

## 交通規制

### 一方通行規制
国分町通は青葉神社通の北四番丁～北五番丁区間同様、道幅は狭いながらも2車線になっているため、かつては全線対面通行となっていた。しかし、2006年（平成18年）からそれまで12時から17時までの間に限定していた広瀬通と定禅寺通の間の北行一方通行規制を終日化し、当該区間のみ2車線の北行一方通行になった。その後、歩車共存道路化の工事に合わせて1車線の北行一方通行になった。ただし、同区間の出口である北端の定禅寺通との交差点付近は2車線になっている。それ以外の区間では現在でも対面通行である。

### 臨時規制
定禅寺通を会場の1つとする以下の都市イベントの際に、接続する国分町通が臨時に交通規制される。
- 5月　仙台国際ハーフマラソン
- 5月　仙台・青葉まつり
- 8月　仙台七夕まつり・星の宵まつり
- 9月　定禅寺ストリートジャズフェスティバル
- 10月　みちのくYOSAKOIまつり
- 10月　全日本大学女子駅伝対校選手権大会（杜の都駅伝）
- 12月　SENDAI光のページェント

## 交差する道路
| 交差する道路                                        | 交差する道路                                | 交差点   | 路線番号                  | 道路愛称 | その他       |
| 西方向                                              | 東方向                                      | 交差点   | 路線番号                  | 道路愛称 | その他       |
| --------------------------------------------------- | ------------------------------------------- | -------- | ------------------------- | -------- | ------------ |
| 市道青葉760号青葉神社通線＜青葉神社通＞＜奥州街道＞ |                                             |          |                           |          |              |
| 宮城県道31号仙台村田線＜北四番丁通り＞              | 宮城県道31号仙台村田線＜北四番丁通り＞      |          | 市道青葉1158号 国分町通線 | 国分町通 | ＜奥州街道＞ |
|                                                     | 市道青葉1185号二日町1号線                   |          | 市道青葉1158号 国分町通線 | 国分町通 | ＜奥州街道＞ |
| 市道青葉1186号二日町2号線                           |                                             |          | 市道青葉1158号 国分町通線 | 国分町通 | ＜奥州街道＞ |
| 市道青葉741号北三番丁1号線＜北三番丁通り＞          |                                             |          | 市道青葉1158号 国分町通線 | 国分町通 | ＜奥州街道＞ |
| 市道青葉1196号区画街路北10号線                      |                                             |          | 市道青葉1158号 国分町通線 | 国分町通 | ＜奥州街道＞ |
| 市道青葉740号北二番丁線＜北二番丁通り＞             |                                             |          | 市道青葉1158号 国分町通線 | 国分町通 | ＜奥州街道＞ |
| 市道青葉1195号区画街路北9号線                       |                                             |          | 市道青葉1158号 国分町通線 | 国分町通 | ＜奥州街道＞ |
| 市道青葉738号北一番丁1号線＜北一番丁通り＞          |                                             |          | 市道青葉1158号 国分町通線 | 国分町通 | ＜奥州街道＞ |
| 市道青葉1191号区画街路北5号線                       |                                             |          | 市道青葉1158号 国分町通線 | 国分町通 | ＜奥州街道＞ |
| 市道青葉1189号区画街路北3号線                       | 市道青葉1173号表小路線 ＜表小路＞           |          | 市道青葉1158号 国分町通線 | 国分町通 | ＜奥州街道＞ |
| 市道青葉1188号区画街路北2号線                       |                                             |          | 市道青葉1158号 国分町通線 | 国分町通 | ＜奥州街道＞ |
| 市道青葉1171号定禅寺通線＜定禅寺通＞                |                                             |          | 市道青葉1158号 国分町通線 | 国分町通 | ＜奥州街道＞ |
| 市道青葉1215号一番町国分町線                        |                                             |          | 市道青葉1158号 国分町通線 | 国分町通 | ＜奥州街道＞ |
| 市道青葉1211号元鍛冶丁線＜元鍛冶丁通り＞            |                                             |          | 市道青葉1158号 国分町通線 | 国分町通 | ＜奥州街道＞ |
| 市道青葉1263号区画街路南11号線                      |                                             |          | 市道青葉1158号 国分町通線 | 国分町通 | ＜奥州街道＞ |
| 市道青葉1212号本櫓丁線 ＜本櫓丁通り＞               | 市道青葉1213号虎屋横丁線 ＜虎屋横丁＞       |          | 市道青葉1158号 国分町通線 | 国分町通 | ＜奥州街道＞ |
| 市道青葉1264号区画街路南12号線                      |                                             |          | 市道青葉1158号 国分町通線 | 国分町通 | ＜奥州街道＞ |
| 国道48号＜広瀬通＞ 市道青葉1170号広瀬通2号線        |                                             |          | 市道青葉1158号 国分町通線 | 国分町通 | ＜奥州街道＞ |
| 市道青葉1281号区画街路南32号線                      |                                             |          | 市道青葉1158号 国分町通線 | 国分町通 | ＜奥州街道＞ |
| 市道青葉1231号肴町線 ＜肴町通り＞                   | 市道青葉1230号日出丁線                      |          | 市道青葉1158号 国分町通線 | 国分町通 | ＜奥州街道＞ |
| 市道青葉1229号一番町大町線                          |                                             |          | 市道青葉1158号 国分町通線 | 国分町通 | ＜奥州街道＞ |
| 市道青葉1168号青葉山線＜大町通り＞                  | 市道青葉1168号青葉山線＜大町通り＞          | 芭蕉の辻 | 市道青葉1158号 国分町通線 | 国分町通 | ＜奥州街道＞ |
| 市道青葉1166号青葉通線＜青葉通＞                    |                                             |          | 市道青葉1158号 国分町通線 | 国分町通 | ＜奥州街道＞ |
|                                                     | 市道青葉1286号区画街路南38号線              |          | 市道青葉1158号 国分町通線 | 国分町通 | ＜奥州街道＞ |
| 市道青葉1304号区画街路南59号線                      |                                             |          | 市道青葉1158号 国分町通線 | 国分町通 | ＜奥州街道＞ |
| 市道青葉1165号南町通1号線＜南町通＞                 |                                             |          | 市道青葉1158号 国分町通線 | 国分町通 | ＜奥州街道＞ |
|                                                     | 市道青葉1238号一番町一丁目3号線             |          | 市道青葉1158号 国分町通線 | 国分町通 | ＜奥州街道＞ |
| 市道青葉1163号片平五橋通線＜五ツ橋通＞              |                                             |          | 市道青葉1158号 国分町通線 | 国分町通 | ＜奥州街道＞ |
| 市道青葉1241号袋町線 ＜柳町通＞                     | 市道青葉1241号袋町線 ＜柳町通＞＜奥州街道＞ |          | 市道青葉1158号 国分町通線 | 国分町通 | ＜奥州街道＞ |

## 沿道の施設など
- 国分町（飲食街・歓楽街）
- 日本銀行仙台支店
- 七十七銀行二日町支店
- 北日本銀行二日町支店
- 杜の都信用金庫本店
- 仙台中郵便局（ゆうちょ銀行仙台支店）
- 富国生命保険仙台支社
- 明治安田生命保険仙台営業所
- 大同生命保険仙台支社
- 太陽生命保険仙台支社
- 朝日生命保険仙台支社
- 向井建設東北支店
- 日本工営仙台支店
- 宮城県歯科医師会館
- 東北大学片平キャンパス（東北大学金属材料研究所）